# A Supergirl epizódjainak listája
Ez a lista a Supergirl epizódjait sorolja föl.
A sorozat 2015. október 26-án indult a The CW televíziós csatornán az Amerikai Egyesült Államokban. 2020-ban a csatorna bejelentette, hogy a 6. évad után a sorozat végleg befejeződik. Magyarországon a Viasat 3 kezdte vetíteni, majd a 2. évad 13. részétől a Sony Max-ra került át a sorozat.

## Évadáttekintés
| Évad | Évad | Részek száma | Részek száma | Eredeti sugárzás  | Eredeti sugárzás  | Eredeti adó | Magyar sugárzás     | Magyar sugárzás     | Magyar adó         |
| Évad | Évad | Részek száma | Részek száma | Évadbemutató      | Évadzáró          | Eredeti adó | Évadbemutató        | Évadzáró            | Magyar adó         |
| ---- | ---- | ------------ | ------------ | ----------------- | ----------------- | ----------- | ------------------- | ------------------- | ------------------ |
|      | 1.   | 20           | 20           | 2015. október 26. | 2016. április 18. | CBS         | 2016. augusztus 16. | 2016. október 18.   | Viasat 3           |
|      | 2.   | 22           | 22           | 2016. október 10. | 2017. május 22.   | The CW      | 2017. június 6.     | 2018. június 25.    | Viasat 3, Sony Max |
|      | 3.   | 23           | 23           | 2017. október 9.  | 2018. június 18.  | The CW      | 2018. június 26.    | 2018. július 26.    | Sony Max           |
|      | 4.   | 22           | 22           | 2018. október 14. | 2019. május 19.   | The CW      | 2019. július 15.    | 2019. augusztus 13. | Sony Max           |
|      | 5.   | 19           | 19           | 2019. október 6.  | 2020. május 17.   | The CW      | n. a.               | n. a.               | n. a.              |
|      | 6.   | 20           | 20           | 2021. március 30. | 2021. november 9. | The CW      | n. a.               | n. a.               | n. a.              |

## Első évad (2015–2016)
| Sor. | Év. | Cím                                                                             | Rendező          | Író                                                                              | Premier                                | Nézettség    |
| ---- | --- | ------------------------------------------------------------------------------- | ---------------- | -------------------------------------------------------------------------------- | -------------------------------------- | ------------ |
| 1.   | 1.  | Supergirl (Pilot)                                                               | Glen Winter      | Történet: Greg Berlanti, Ali Adler & Andrew Kreisberg Tévéjáték: Ali Adler       | 2015. október 26. 2016. augusztus 16.  | 12,96 millió |
| 2.   | 2.  | Egységben az erő (Stronger Together)                                            | Glen Winter      | Történet: Greg Berlanti, Andrew Kreisberg Tévéjáték: Andrew Kreisberg, Ali Adler | 2015. november 2. 2016. augusztus 16.  | 8,87 millió  |
| 3.   | 3.  | Supergirlnek való feladat (Fight or Flight)                                     | Dermott Downs    | Michael Grassi, Rachel Shukert                                                   | 2015. november 9. 2016. augusztus 23.  | 8,07 millió  |
| 4.   | 4.  | Hogyan csinálja? (How Does She Do It?)                                          | Thor Freudenthal | Yahlin Chang, Ted Sullivan                                                       | 2015. november 23. 2016. augusztus 23. | 7,19 millió  |
| 5.   | 5.  | Elektrosokk (Livewire)                                                          | Kevin Tancharoen | Roberto Aguirre-Sacasa, Caitlin Parrish                                          | 2015. november 16. 2016. augusztus 30. | 7,77 millió  |
| 6.   | 6.  | Vörös köd (Red Faced)                                                           | Jesse Warn       | Michael Grassi, Rachel Shukert                                                   | 2015. november 30. 2016. augusztus 30. | 8,02 millió  |
| 7.   | 7.  | Erőtlenül (Human for a Day)                                                     | Larry Teng       | Yahlin Chang, Ted Sullivan                                                       | 2015. december 7. 2016. szeptember 6.  | 7,67 millió  |
| 8.   | 8.  | Hatalomátvétel (Hostile Takeover)                                               | Karen Gaviola    | Roberto Aguirre-Sacasa, Caitlin Parrish                                          | 2015. december 14. 2016. szeptember 6. | 7,28 millió  |
| 9.   | 9.  | A vér összeköt (Blood Bonds)                                                    | Steve Shill      | Ted Sullivan & Derek Simon                                                       | 2016. január 4. 2016. szeptember 13.   | 8,75 millió  |
| 10.  | 10. | Gyerekes dolgok (Childish Things)                                               | Jamie Babbit     | Történet: Yahlin Chang Tévéjáték: Anna Musky-Goldwyn, James DeWille              | 2016. január 18. 2016. szeptember 13.  | 8,77 millió  |
| 11.  | 11. | Látogató egy másik bolygóról (Strange Visitor from Another Planet)              | Glen Winter      | Michael Grassi, Caitlin Parrish                                                  | 2016. január 25. 2016. szeptember 20.  | 7,90 millió  |
| 12.  | 12. | Bizarro (Bizarro)                                                               | John Showalter   | Roberto Aguirre-Sacasa & Rachel Shukert                                          | 2016. február 1. 2016. szeptember 20.  | 6,68 millió  |
| 13.  | 13. | A lány, akinek mindene megvolt (For the Girl Who Has Everything)                | Dermott Downs    | Történet: Andrew Kreisberg Tévéjáték: Ted Sullivan, Derek Simon                  | 2016. február 8. 2016. szeptember 27.  | 7,92 millió  |
| 14.  | 14. | Igazság, igazságosság és az amerikai módi (Truth, Justice and the American Way) | Lexi Alexander   | Történet: Michael Grassi Tévéjáték: Yahlin Chang, Caitlin Parrish                | 2016. február 22. 2016. szeptember 27. | 7,25 millió  |
| 15.  | 15. | Magány (Solitude)                                                               | Dermott Downs    | Történet: Rachel Shukert Tévéjáték: Anna Musky-Goldwyn, James DeWille            | 2016. február 29. 2016. október 4.     | 6,69 millió  |
| 16.  | 16. | Zuhanás (Falling)                                                               | Larry Teng       | Robert Rovner, Jessica Queller                                                   | 2016. március 14. 2016. október 4.     | 6,53 millió  |
| 17.  | 17. | A Marsbéli Vadász (Manhunter)                                                   | Chris Fisher     | Történet: Derek Simon Tévéjáték: Cindy Lichtman, Rachel Shukert                  | 2016. március 21. 2016. október 11.    | 6,00 millió  |
| 18.  | 18. | Világok találkozása (Worlds Finest)                                             | Nick Gomez       | Történet: Greg Berlanti Tévéjáték: Andrew Kreisberg & Michael Grassi             | 2016. március 28. 2016. október 11.    | 7,17 millió  |
| 19.  | 19. | Myriad (Myriad)                                                                 | Adam Kane        | Yahlin Chang, Caitlin Parrish                                                    | 2016. április 11. 2016. október 18.    | 6,12 millió  |
| 20.  | 20. | Őrangyalok (Better Angels)                                                      | Larry Teng       | Történet: Andrew Kreisberg, Ali Adler Tévéjáték: Robert Rovner, Jessica Queller  | 2016. április 18. 2016. október 18.    | 6,11 millió  |

## Második  évad (2016–2017)
| Sor. | Év. | Cím                                                       | Rendező             | Író                                  | Premier                             | Nézettség   |
| ---- | --- | --------------------------------------------------------- | ------------------- | ------------------------------------ | ----------------------------------- | ----------- |
| 21.  | 1.  | Supergirl kalandjai (The Adventures of Supergirl)         | Glen Winter         | Andrew Kreisberg & Jessica Queller   | 2016. október 10. 2017. június 6.   | 3,06 millió |
| 22.  | 2.  | A kripton utolsó gyermekei (The Last Children of Krypton) | Glen Winter         | Robert Rovner & Caitlin Parrish      | 2016. október 17. 2017. június 6.   | 2,66 millió |
| 23.  | 3.  | Isten hozott a Földön (Welcome to Earth)                  | Rachel Talalay      | Jessica Queller & Derek Simon        | 2016. október 24. 2017. június 13.  | 2,65 millió |
| 24.  | 4.  | Túlélők (Survivors)                                       | James Marshall      | Paula Yoo & Eric Carrasco            | 2016. október 31. 2017. június 13.  | 2,22 millió |
| 25.  | 5.  | Kereszttűzben (Crossfire)                                 | Glen Winter         | Gabriel Llanas & Anna Musky-Goldwyn  | 2016. november 7. 2017. június 20.  | 2,47 millió |
| 26.  | 6.  | Változás (Changing)                                       | Larry Teng          | Andrew Kreisberg and Caitlin Parrish | 2016. november 14. 2017. június 20. | 2,35 millió |
| 27.  | 7.  | Sötét álarcban (The Darkest Place)                        | Glen Winter         | Robert Rovner & Paula Yoo            | 2016. november 21. 2017. június 27. | 2,61 millió |
| 28.  | 8.  | Medúza (Medusa)                                           | Stefan Pleszczynski | Jessica Queller & Derek Simon        | 2016. november 28. 2017. június 27. | 3,53 millió |
| 29.  | 9.  | Supergirl él (Supergirl Lives)                            | Kevin Smith         | Eric Carrasco & Jess Kardos          | 2017. január 23. 2017. július 4.    | 2,65 millió |
| 30.  | 10. | Mindenki lehet hős (We Can Be Heroes)                     | Rebecca Johnson     | Caitlin Parrish & Katie Rose Rogers  | 2017. január 30. 2017. július 4.    | 2,35 millió |
| 31.  | 11. | Marsbéli krónikák (The Martian Chronicles)                | David McWhirter     | Gabriel Llanas & Anna Musky-Goldwyn  | 2017. február 6. 2017. július 11.   | 2,43 millió |
| 32.  | 12. | Luthorok (Luthors)                                        | Tawnia McKiernan    | Robert Rovner & Cindy Lichtman       | 2017. február 13. 2017. július 11.  | 2,52 millió |
| 33.  | 13. | Mr. és Mrs. Mxyzptlk (Mr. & Mrs. Mxyzptlk)                | Stefan Pleszczynski | Jessica Queller & Sterling Gates     | 2017. február 20. 2018. június 12.  | 2,24 millió |
| 34.  | 14. | Hazatérés (Homecoming)                                    | Larry Teng          | Caitlin Parrish & Derek Simon        | 2017. február 27. 2018. június 13.  | 2,17 millió |
| 35.  | 15. | Exodus (Exodus)                                           | Michael Allowitz    | Paula Yoo & Eric Carrasco            | 2017. március 6. 2018. június 14.   | 2,16 millió |
| 36.  | 16. | Rossz-csillagzat (Star-Crossed)                           | John Medlen         | Katie Rose Rogers & Jess Kardos      | 2017. március 20. 2018. június 15.  | 2,07 millió |
| 37.  | 17. | Szülői szeretet (Distant Sun)                             | Kevin Smith         | Gabriel Llanas & Anna Musky-Goldwyn  | 2017. március 27. 2018. június 18.  | 2,21 millió |
| 38.  | 18. | A sztárriporter (Ace Reporter)                            | Armen V. Kevorkian  | Paula Yoo & Caitlin Parrish          | 2017. április 24. 2018. június 19.  | 1,80 millió |
| 39.  | 19. | Alex (Alex)                                               | Rob Greenlea        | Eric Carrasco & Greg Baldwin         | 2017. május 1. 2018. június 20.     | 1,75 millió |
| 40.  | 20. | Anyák (City of Lost Children)                             | Ben Bray            | Gabriel Llanas & Anna Musky-Goldwyn  | 2017. május 8. 2018. június 21.     | 1,88 millió |
| 41.  | 21. | Ellenállás (Resist)                                       | Millicent Shelton   | Jessica Queller & Derek Simon        | 2017. május 15. 2018. június 22.    | 1,93 millió |
| 42.  | 22. | Kitartás (Nevertheless She Persisted)                     | Glen Winter         | Robert Rovner & Caitlin Parrish      | 2017. május 22. 2018. június 25.    | 2,12 millió |

## Harmadik évad (2017-2018)
| Sor. | Év. | Cím                                                     | Rendező                       | Író                                                                    | Premier                            | Nézettség   |
| ---- | --- | ------------------------------------------------------- | ----------------------------- | ---------------------------------------------------------------------- | ---------------------------------- | ----------- |
| 43.  | 1.  | Az acél lány (Girl of Steel)                            | Jesse Warn                    | Robert Rovner & Caitlin Parrish                                        | 2017. október 9. 2018. június 26.  | 1,87 millió |
| 44.  | 2.  | A félelem ára (Triggers)                                | David McWhirter               | Gabriel Llanas & Anna Musky-Goldwyn                                    | 2017. október 16. 2018. június 27. | 1,76 millió |
| 45.  | 3.  | Távol az otthontól (Far From the Tree)                  | Dermott Downs                 | Jessica Queller & Derek Simon                                          | 2017. október 23. 2018. június 28. | 1,76 millió |
| 46.  | 4.  | A hitbuzgó (The Faithful)                               | Jesse Warn                    | Paula Yoo & Katie Rose Rogers                                          | 2017. október 30. 2018. június 29. | 1,82 millió |
| 47.  | 5.  | Károk (Damage)                                          | Kevin Smith                   | Eric Carrasco & Cindy Lichtman                                         | 2017. november 6. 2018. július 2.  | 1,87 millió |
| 48.  | 6.  | Midvale (Midvale)                                       | Rob Greenlea                  | Caitlin Parrish & Jess Kardos                                          | 2017. november 13. 2018. július 3. | 1,89 millió |
| 49.  | 7.  | Ébredés (Wake Up)                                       | Chad Lowe                     | Gabriel Llanas & Anna Musky-Goldwyn                                    | 2017. november 20. 2018. július 4. | 1,92 millió |
| 50.  | 8.  | Válság az X-földön, 1. rész (Crisis on Earth-X, Part 1) | Larry Teng                    | Robert Rovner & Jessica Queller                                        | 2017. november 27. 2018. július 5. | 2,71 millió |
| 51.  | 9.  | Uralom (Reign)                                          | Glen Winter                   | Paula Yoo & Caitlin Parrish                                            | 2017. december 4. 2018. július 6.  | 1,81 millió |
| 52.  | 10. | A szuperhősök légiója (Legion of Super-Heroes)          | Jesse Warn                    | Derek Simon & Eric Carrasco                                            | 2018. január 15. 2018. július 9.   | 2,17 millió |
| 53.  | 11. | A Rozz erőd (Fort Rozz)                                 | Gregory Smith                 | Gabriel Llanas & Anna Musky-Goldwyn                                    | 2018. január 22. 2018. július 10.  | 2,07 millió |
| 54.  | 12. | A jó célért! (For Good)                                 | Tawnia McKiernan              | Cindy Lichtman & Alix Sternberg                                        | 2018. január 29. 2018. július 11.  | 2,11 millió |
| 55.  | 13. | Kettősség (Both Sides Now)                              | Jesse Warn                    | Jessica Queller & Paula Yoo                                            | 2018. február 5. 2018. július 12.  | 2,12 millió |
| 56.  | 14. | Egy utolsó trükk (Schott Through the Heart)             | Glen Winter                   | Caitlin Parrish & Derek Simon                                          | 2018. április 16. 2018. július 13. | 1,91 millió |
| 57.  | 15. | Az eltűnt idő nyomában (In Search of Lost Time)         | Andi Armaganian               | Történet: Eric Carrasco Tévéjáték: Katie Rose Rogers & Nicki Holcomb   | 2018. április 23. 2018. július 16. | 1,38 millió |
| 58.  | 16. | Kettős kockázat (Of Two Minds)                          | Alexandra La Roche            | Gabriel Llanas & Anna Musky-Goldwyn                                    | 2018. április 30. 2018. július 17. | 1,50 millió |
| 59.  | 17. | Szentháromság (Trinity)                                 | Caitlin Parrish & Erica Weiss | Történet: Jessica Queller Tévéjáték: Caitlin Parrish & Derek Simon     | 2018. május 7. 2018. július 18.    | 1,60 millió |
| 60.  | 18. | Biztos menedék (Shelter from the Storm)                 | Antonio Negret                | Történet: Robert Rovner Tévéjáték: Lindsay Gelfand & Allison Weintraub | 2018. május 14. 2018. július 19.   | 1,53 millió |
| 61.  | 19. | A fanatikus (The Fanatical)                             | Mairzee Almas                 | Paula Yoo & Eric Carrasco                                              | 2018. május 21. 2018. július 20.   | 1,47 millió |
| 62.  | 20. | A hold sötét oldala (Dark Side of the Moon)             | Hanelle Culpepper             | Derek Simon & Katie Rose Rogers                                        | 2018. május 28. 2018. július 23.   | 1,57 millió |
| 63.  | 21. | Változások - végtelen távol (Not Kansas)                | Dermott Downs                 | Gabriel Llanas & Anna Musky-Goldwyn                                    | 2018. június 4. 2018. július 24.   | 1,83 millió |
| 64.  | 22. | A vég kezdete (Make it Reign)                           | Armen V. Kevorkian            | Ray Utarnachitt & Cindy Lichtman                                       | 2018. június 11. 2018. július 25.  | 1,76 millió |
| 65.  | 23. | Vesztett és nyert harcok (Battles Lost and Won)         | Jesse Warn                    | Robert Rovner & Jessica Queller                                        | 2018. június 18. 2018. július 26.  | 1,78 millió |

## Negyedik évad (2018-2019)
| Sor. | Év. | Cím                                                                  | Rendező             | Író                                                                                   | Premier                              | Nézettség   |
| ---- | --- | -------------------------------------------------------------------- | ------------------- | ------------------------------------------------------------------------------------- | ------------------------------------ | ----------- |
| 66.  | 1.  | Amerikai idegen (American Alien)                                     | Jesse Warn          | Történet: Robert Rovner & Jessica Queller Tévéjáték: Gabriel Llanas & Aadrita Mukerji | 2018. október 14. 2019. július 15.   | 1,52 millió |
| 67.  | 2.  | Következmények (Fallout)                                             | Harry Jierjian      | Történet: Dana Horgan Tévéjáték: Maria Maggenti & Daniel Beaty                        | 2018. október 21. 2019. július 16.   | 1,34 millió |
| 68.  | 3.  | Acélember (Man of Steel)                                             | Jesse Warn          | Rob Wright & Derek Simon                                                              | 2018. október 28. 2019. július 17.   | 1,28 millió |
| 69.  | 4.  | Ahimsa (Ahimsa)                                                      | Armen V. Kevorkian  | Történet: Eric Carrasco Tévéjáték: Katie Rose Rogers & Jess Kardos                    | 2018. november 4. 2019. július 18.   | 1,23 millió |
| 70.  | 5.  | Az elveszett parazita (Parallax)                                     | David McWhirter     | Maria Maggenti & Aadrita Mukerji                                                      | 2018. november 11. 2019. július 19.  | 1,16 millió |
| 71.  | 6.  | Hadba hívás (Call to Action)                                         | Antonio Negret      | Gabriel Llanas & Daniel Beaty                                                         | 2018. november 18. 2019. július 22.  | 1,13 millió |
| 72.  | 7.  | Bukott angyal (Rather the Fallen Angel)                              | Chad Lowe           | Dana Horgan & Katie Rose Rogers                                                       | 2018. november 25. 2019. július 23.  | 1,15 millió |
| 73.  | 8.  | Bunker Hill (Bunker Hill)                                            | Kevin Smith         | Rob Wright & Eric Carrasco                                                            | 2018. december 2. 2019. július 24.   | 1,26 millió |
| 74.  | 9.  | Másvilágok, 3. rész (Elseworlds, Part 3)                             | Jesse Warn          | Történet: Marc Guggenheim Tévéjáték: Derek Simon & Robert Rovner                      | 2018. december 11. 2019. július 25.  | 2,17 millió |
| 75.  | 10. | Gyanakvó elmék (Secrets and Lies)                                    | Rachel Talalay      | Maria Maggenti & Gabriel Llanas                                                       | 2019. január 20. 2019. július 26.    | 1,04 millió |
| 76.  | 11. | Véremlék (Blood Memory)                                              | Shannon Kohli       | Jessica Queller & Dana Horgan                                                         | 2019. január 27. 2019. július 29.    | 1,34 millió |
| 77.  | 12. | Menazséria (Menagerie)                                               | Stefan Pleszczynski | Történet: Robert Rovner Tévéjáték: Daniel Beaty & Greg Baldwin                        | 2019. február 17. 2019. július 30.   | 1,15 millió |
| 78.  | 13. | Az elit (What's So Funny About Truth, Justice, and the American Way) | Alexis Ostrander    | Eric Carrasco & Aadrita Mukerji                                                       | 2019. március 3. 2019. július 31.    | 1,14 millió |
| 79.  | 14. | Az emberek ereje (Stand and Deliver)                                 | Andi Armaganian     | Rob Wright & Jess Kardos                                                              | 2019. március 10. 2019. augusztus 1. | 1,05 millió |
| 80.  | 15. | Ó testvér, merre visz az utad? (O Brother, Where Art Thou?)          | Tawnia Mckiernan    | Derek Simon & Nicki Holcomb                                                           | 2019. március 17. 2019. augusztus 2. | 1,07 millió |
| 81.  | 16. | Az L-ház (The House of L)                                            | Carl Seaton         | Dana Horgan & Eric Carrasco                                                           | 2019. március 24. 2019. augusztus 5. | 1,12 millió |
| 82.  | 17. | Mindent Eváról (All About Eve)                                       | Ben Bray            | Történet:Gabriel Llanas Tévéjáték:Katie Rose Rogers & Brooke Pohl                     | 2019. március 31. 2019. augusztus 6. | 1,06 millió |
| 83.  | 18. | Bűn és bűnhődés (Crime and Punishment)                               | Antonio Negret      | Történet:Rob Wright Tévéjáték:Lindsay Sturman & Aadrita Mukerji                       | 2019. április 21. 2019. augusztus 7. | 0,99 millió |
| 84.  | 19. | Amerikai álmodó (American Dreamer)                                   | David Harewood      | Történet:Dana Horgan Tévéjáték:Daniel Beaty & Jess Kardos                             | 2019. április 28. 2019. augusztus 8. | 1,14 millió |
| 85.  | 20. | A klónok támadása (Will The Real Miss Tessmacher Please Stand Up?)   | Shannon Kohli       | Történet: Derek Simon Tévéjáték: Katie Rose Rogers & Natalie Abrams                   | 2019. május 5. 2019. augusztus 9.    | 1,05 millió |
| 86.  | 21. | Vörös hajnal (Red Dawn)                                              | Alexis Ostrander    | Történet: Lindsay Sturman Tévéjáték: Gabriel Llanas & Eric Carrasco                   | 2019. május 12. 2019. augusztus 12.  | 1,11 millió |
| 87.  | 22. | A sötétség hatalma (The Quest for Peace)                             | Jesse Warn          | Történet: Robert Rovner & Jessica Queller Tévéjáték: Rob Wright & Derek Simon         | 2019. május 19. 2019. augusztus 13.  | 1,07 millió |

## Ötödik évad (2019-2020)
| Sor. | Év. | Cím                                                                   | Rendező             | Író                                                                              | Premier            | Nézettség   |
| ---- | --- | --------------------------------------------------------------------- | ------------------- | -------------------------------------------------------------------------------- | ------------------ | ----------- |
| 88.  | 1.  | Event Horizon                                                         | Jesse Warn          | Derek Simon & Nicki Holcomb                                                      | 2019. október 6.   | 1,26 millió |
| 89.  | 2.  | Stranger Beside Me                                                    | David McWhirter     | Dana Horgan & Katie Rose Rogers                                                  | 2019. október 13.  | 0,97 millió |
| 90.  | 3.  | Blurred Lines                                                         | Eric Dean Seaton    | Lindsay Struman & J. Holtham                                                     | 2019. október 20.  | 0,92 millió |
| 91.  | 4.  | In Plain Sight                                                        | David McWhirter     | Jay Faerber & Jess Kardo                                                         | 2019. október 27.  | 0,95 millió |
| 92.  | 5.  | Dangerous Liaisons                                                    | Alysse Leite-Rogers | Rob Wright and Daniel Beaty                                                      | 2019. november 3.  | 0,78 millió |
| 93.  | 6.  | Confidence Women                                                      | Shannon Kohli       | Dana Horgan & Nicki Holcomb                                                      | 2019. november 10. | 0,84 millió |
| 94.  | 7.  | Tremors                                                               | Andi Armaganian     | J. Holtham & Katie Rose Rogers                                                   | 2019. november 17. | 0,79 millió |
| 95.  | 8.  | The Wrath of Rama Khan                                                | Marcus Stokes       | Lindsay Sturman & Jess Kardos                                                    | 2019. december 1.  | 0,87 millió |
| 96.  | 9.  | Végtelen világok válsága, 1. rész (Crisis on Infinite Earths, Part 1) | Jesse Warn          | Történet: Robert Rovner & Marc Guggenheim Tévéjáték: Derek Simon & Jay Faerber   | 2019. december 8.  | 1,67 millió |
| 97.  | 10. | The Bottle Episode                                                    | Tawnia McKiernan    | Történet: Derek Simon Tévéjáték: Nicki Holcomb & Jen Troy                        | 2020. január 19.   | 0,84 millió |
| 98.  | 11. | Back from the Future, Part 1                                          | David Harewood      | Dana Horgan & Katie Rose Rogers                                                  | 2020. január 26.   | 0,81 millió |
| 99.  | 12. | Back from the Future, Part 2                                          | Alexis Ostrander    | Rob Wright & J. Holtham                                                          | 2020. február 16.  | 0,65 millió |
| 100. | 13. | It´s a Super Life                                                     | Jesse Warn          | Történet: Robert Rovner & Jessica Queller Tévéjáték: Derek Simon & Nicki Holcomb | 2020. február 23.  | 0,66 millió |
| 101. | 14. | The Bodyguard                                                         | Gregory Smith       | Történet: Lindsay Sturman Tévéjáték: Emilio Ortega Aldrich & Chandler Smidt      | 2020. március 8.   | 0,67 millió |
| 102. | 15. | Reality Bytes                                                         | Armen V. Kevorkian  | Dana Horgan & Jay Faerber                                                        | 2020. március 15.  | 0,68 millió |
| 103. | 16. | Alex in Wonderland                                                    | Tawnia McKiernan    | Történet: Rob Wright Tévéjáték: Jess Kardos & Mariko Tamaki                      | 2020. március 22.  | 0,65 millió |
| 104. | 17. | Deus Lex Machina                                                      | Melissa Benoist     | Történet: Lindsay Sturman Tévéjáték: Katie Rose Rogers & Brooke Pohl             | 2020. május 3.     | 0,61 millió |
| 105. | 18. | The Missing Link                                                      | Avi Youabian        | Dana Horgan & J. Holtham                                                         | 2020. május 10.    | 0,62 millió |
| 106. | 19. | Immortal Kombat                                                       | David Harewood      | Történet: Derek Simon Tévéjáték: Emilio Ortego Aldrich & Nicki Holcomb           | 2020. május 17.    | 0,65 millió |

## Hatodik évad (2021)
| Sor. | Év. | Cím                              | Rendező             | Író                                                                             | Premier              | Nézettség   |
| ---- | --- | -------------------------------- | ------------------- | ------------------------------------------------------------------------------- | -------------------- | ----------- |
| 107. | 1.  | Rebirth                          | Jesse Warn          | Történet : Robert Rovner & Jessica Queller Tévéjáték: Jay Faerber & Jess Kardos | 2021. március 30.    | 0,73 millió |
| 108. | 2.  | A Few Good Women                 | Jesse Warn          | Történet : Robert Rovner & Jessica Queller Tévéjáték: Jay Faerber & Jess Kardos | 2021. április 6.     | 0,69 millió |
| 109. | 3.  | Phantom Menaces                  | Sudz Sutherland     | Dana Horgan & Emilio Ortega Aldrich                                             | 2021. április 13.    | 0,59 millió |
| 110. | 4.  | Lost Souls                       | Alysse Leite-Rogers | Karen E. Maser & Nicki Holcomb                                                  | 2021. április 20.    | 0,59 millió |
| 111. | 5.  | Prom Night                       | Alexandra LaRoche   | Rob Wright & Jess Kardos                                                        | 2021. április 27.    | 0,50 millió |
| 112. | 6.  | Prom Again!                      | Chyler Leigh        | Rob Wright & Jess Kardos                                                        | 2021. május 4.       | 0,62 millió |
| 113. | 7.  | Fear Knot                        | David Harewood      | J. Holtham & Elle Lipson                                                        | 2021. május 11.      | 0,47 millió |
| 114. | 8.  | Welcome Back, Kara!              | Armen V. Kevorkian  | Dana Horgan és Jay Faerber                                                      | 2021. augusztus 24.  | 0,56 millió |
| 115. | 9.  | Dream Weaver                     | Shannon Kohli       | Karen E. Maser és Emilio Ortega Aldrich                                         | 2021. augusztus 31.  | 0,59 millió |
| 116. | 10. | Still I Rise                     | Jesse Warn          | Történet : Jess Kardos Tévéjáték: Nicki Holcomb és Jen Troy                     | 2021. szeptember 7.  | 0,48 millió |
| 117. | 11. | Mxy in the Middle                | Glen Winter         | Történet: Rob Wright Tévéjáték: Elle Lipson és Chandler Smidt                   | 2021. szeptember 14. | 0,40 millió |
| 118. | 12. | Blind Spots                      | David Ramsey        | J. Holtham és Azie Tesfai                                                       | 2021. szeptember 21. | 0,48 millió |
| 119. | 13. | The Gauntlet                     | Tawnia McKiernan    | Történet: Dana Horgan Tévéjáték: Jay Faerber & Brooke Pohl                      | 2021. szeptember 28. | 0,40 millió |
| 120. | 14. | Magical Thinking                 | Simon Burnett       | Karen E. Maser és Derek Simon                                                   | 2021. október 5.     | 0,42 millió |
| 121. | 15. | Hope for Tomorrow                | Tawnia McKiernan    | Történet: Robert Rovner Tévéjáték: Emilio Ortega Aldrich és Nicki Holcomb       | 2021. október 12.    | 0,38 millió |
| 122. | 16. | Nightmare in National City       | Eric Dean Seaton    | Rob Wright és Jess Kardos                                                       | 2021. október 19.    | 0,42 millió |
| 123. | 17. | I Believe in a Thing Called Love | Jesse Warn          | Dana Horgan és Nicki Holcomb                                                    | 2021. október 26.    | 0,45 millió |
| 124. | 18. | Truth or Consequences            | David McWhirter     | Történet: Karen E. Maser Tévéjáték: Emilio Ortega Aldrich és Elle Lipson        | 2021. november 2.    | 0,40 millió |
| 125. | 19. | The Last Gauntlet                | Glen Winter         | Történet: J. Holtham Tévéjáték: Derek Simon & Jay Faerber                       | 2021. november 9.    | 0,59 millió |
| 126. | 20. | Kara                             | Jesse Warn          | Történet: Robert Rovner és Jessica Queller Tévéjáték: Rob Wright & Derek Simon  | 2021. november 9.    | 0,49 millió |